# Flughafen Sde-Dov

i8
i11
i13
Sde-Dov (hebräisch שְׂדֵה דֹּב Sdeh Dov, deutsch ‚[Flug]Feld Dovs‘, offiziell: נְמֵל הַתְּעוּפָה עַל שֵׁם דֹב הוֹז Nmel ha-Teʿūfah ʿal Schem Dov Hōz, deutsch ‚Flughafen auf Namen von Dov Hoz‘; auch: Sde Dow) war der Stadtflughafen von Tel Aviv-Jaffa in Israel. Das ehemalige Flughafengelände liegt ca. zwei Kilometer nördlich der Innenstadt direkt am Mittelmeer. Vom einstigen Flughafen ist heute nur noch der Tower erhalten.
Der Flughafen wurde nach dem israelischen Flugpionier Dow Hoz benannt. Der IATA-Flughafencode lautete SDV, der ICAO-Code LLSD. Der Flughafen verfügte über eine Start- und Landebahn (03/21) mit einer Länge von 1740 m. Von Sde-Dov wurden hauptsächlich Inlandsflüge zum Beispiel nach Eilat und dem Norden Israels (Galiläa) abgewickelt, aber auch Flüge in das nahe gelegene Zypern. Einen erheblichen Anteil an den Flugbewegungen hatte die Privat- und Geschäftsfliegerei, da die Wirtschaftsmetropole Tel Aviv-Jaffa direkt vor der Piste liegt.
Zum April 2017 sollte der Flugbetrieb in Sde-Dov beendet sein. Eine Gesetzesinitiative verhinderte dies jedoch. Nach zwei abgesagten Schließungen im Dezember 2017 und Januar 2019 wurde der Flughafen in der Nacht zum 1. Juli 2019 stillgelegt. Nachdem der Flughafen im Jahr 2019 endgültig geschlossen worden war, wurde ein Großteil des Geländes für stark verdichtete Nutzungen mit Eigentumswohnungen und Hotels freigegeben.

## Zwischenfälle
- Am 23. Mai 1948 wurde eine Curtiss C-46 Commando der israelischen Luftstreitkräfte (Luftfahrzeugkennzeichen RX-136) im Anflug auf den Flughafen Sde-Dov von eigenen Kräften beschossen, die nicht mit der wegen Nebels am Ziel dorthin ausgewichenen Maschine gerechnet hatten. Die Piloten starteten durch, das Flugzeug stürzte jedoch auf einen sanften Hang südlich von Latrun. Das geladene Jagdflugzeug des tschechischen Typs Avia S-199 riss aus seiner Verzurrung, rutschte nach vorne und tötete den Navigator. Die anderen Besatzungsmitglieder überlebten den Totalschaden.[5]